# 美洲兜蘭屬
美洲兜蘭屬（學名：Phragmipedium），又名鬍拉密鞋蘭屬、蘆唇蘭屬、廣口拖鞋蘭屬、南美兜兰属、馬褂蘭屬、法拉各米培底巫姆兰属，是蘭科植物，現時約有15－20種美洲兜蘭，分佈在墨西哥西南部、中美洲及南美洲的熱帶。
大部份美洲兜蘭是陸生、著生或岩生的。它們有一個屏狀的退化雄蕊、長而像鬍子的花瓣及3室的子房。囊狀的唇瓣向內彎曲。尖葉長約80厘米。莖上沒有假球莖，約長80厘米，會長出2－3朵花朵。
美洲兜蘭的物種之間有很多混種，但與兜蘭屬的混種卻很稀有。
美洲兜蘭現正受到《瀕危野生動植物種國際貿易公約》附錄一的保護。
園藝貿易中此屬的縮寫為Phrag。

## 物種
本属包括以下物种：

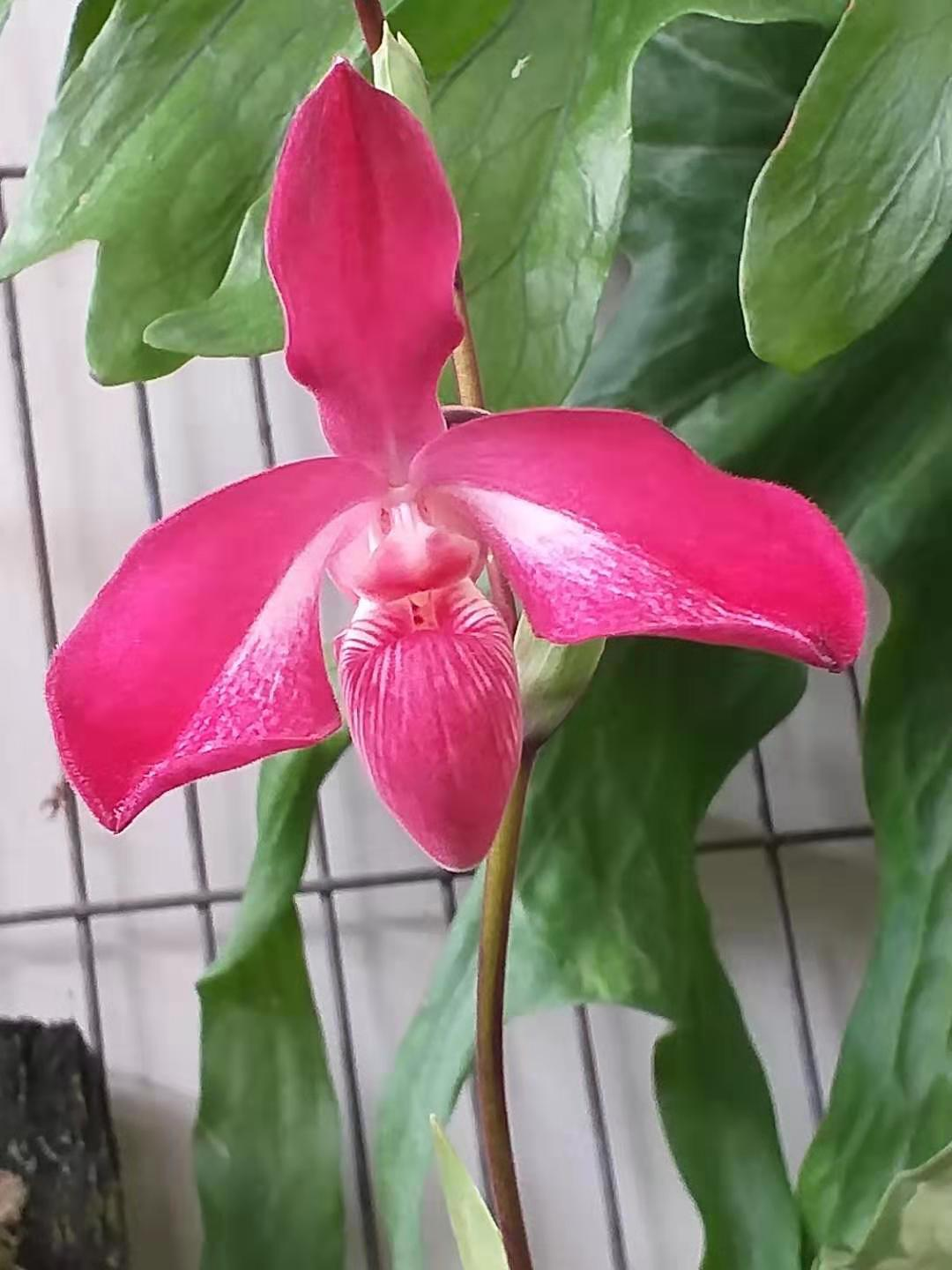
phrag. kovachii x dalessandroi。台中，台灣。

- Phragmipedium andreettae ：厄瓜多爾。 P. J. Cribb & Pupulin (Ecuador)
- 暗紅美洲兜蘭 Phragmipedium besseae ：厄瓜多爾至秘魯北部。
- Phragmipedium boissierianum ：厄瓜多爾至秘魯。
- Phragmipedium brasiliense ：巴西。
- Phragmipedium cabrejosii Damian, M.Díaz & Pupulin：秘魯[4]
- 苔叶美洲兜兰 Phragmipedium caricinum ：玻利維亞。
- 長瓣美洲兜蘭 Phragmipedium caudatum ：玻利維亞至秘魯。
- Phragmipedium chapadense ：巴西。
- Phragmipedium christiansenianum ：哥倫比亞。
- Phragmipedium exstaminodium ：墨西哥至瓜地馬拉。
- Phragmipedium fischeri ：厄瓜多爾。
- Phragmipedium hirtzii ：厄瓜多爾北部。
- 洪堡蘭 Phragmipedium humboldtii ：哥斯達黎加至巴拿馬。
- Phragmipedium klotzschianum ：委內瑞拉東南部至圭亞那及巴西北部。
- Phragmipedium kovachii ：秘魯。
- Phragmipedium lindenii ：委內瑞拉至厄瓜多爾。
- 林氏美洲兜兰 Phragmipedium lindleyanum ：南美洲北部至巴西。
- 長葉美洲兜蘭 Phragmipedium longifolium ：哥斯達黎加至厄瓜多爾。
- Phragmipedium pearcei ：厄瓜多爾至秘魯北部。
- Phragmipedium popowii ：哥斯達黎加至巴拿馬。
- Phragmipedium reticulatum ：厄瓜多爾至秘魯。
- 理氏美洲兜蘭 Phragmipedium richteri ：秘魯。
- 哥伦比亚芦唇兰 Phragmipedium schlimii ：也称南美兜兰，哥倫比亞。
- Phragmipedium tetzlaffianum ：委內瑞拉。
- Phragmipedium vittatum ：巴西中西部及東南部。
- Phragmipedium wallisii
- Phragmipedium warszewiczianum ：哥倫比亞至厄瓜多爾。

归入本属的物种：
- Phragmipedium × roethianum ：厄瓜多爾。

## 外部連結
- Phragmipedium CultureSheet[永久]